# Belmont-sur-Buttant
Belmont-sur-Buttant là một xã, nằm ở tỉnh Vosges trong vùng Grand Est của Pháp. Xã này có diện tích 8,46 kilômét vuông, dân số năm 1999 là 256 người. Xã này nằm ở khu vực có độ cao trung bình 400 m trên mực nước biển.

## Hành chính
| Danh sách các xã trưởng                |              |                   |      |         |
| Giai đoạn                              | Giai đoạn    | Tên               | Đảng | Tư cách |
| tháng 3 2008                           | 2014         | Bernadette Poirat |      |         |
| tháng 3 1995                           | tháng 3 2008 | Hubert Frédric    |      |         |
| Tất cả các dữ liệu trước đây không rõ. |              |                   |      |         |

## Biến động dân số
| 1962                                         | 1968 | 1975 | 1982 | 1990 | 1999 |
| -------------------------------------------- | ---- | ---- | ---- | ---- | ---- |
| 219                                          | 235  | 220  | 246  | 255  | 256  |
| Số liệu từ năm 1962: Dân số không tính trùng |      |      |      |      |      |